# Psapharochrus clericus
Psapharochrus clericus là một loài bọ cánh cứng trong họ Cerambycidae.